# Titanotylopus
Titanotylopus, è un genere estinto di camelidi diffuso in Nord America tra il Miocene ed il Pleistocene.
Questi grandi cammelli (fino a 3,4 m di altezza al garrese e circa 2000 Kg di peso) possedevano grandi zampe massicce, ma un cranio piuttosto piccolo con zona interorbitale convessa. Gli appartenenti a questo genere avevano inoltre una gobba sulla groppa, come evidenziato dalla conformazione delle vertebre dorsali.
Si distinguono dagli altri grandi camelidi per la forma dei grandi canini superiori, oltre che per l'assenza delle cavità lacrimali.
i Titanotylopus possedevano falangine abbastanza sviluppate, questo fa intuire che la conformazione della zampa doveva essere simile a quella dei cammelli attuali.
Alcuni autori considerano Titanotulopus e Gigantocamelus congeneri, mentre altri li separano in due generi distinti per via delle differenze sopra citate: tuttavia, il dibattito per l'assegnazione delle specie ad un genere od all'altro è ancora in corso.